# Christelijk Oratorium Koor Hallelujah
Christelijk Oratorium Koor "Hallelujah" (kortweg: COK Hallelujah) is een Nederlandse oratoriumvereniging, opgericht in Katwijk aan Zee op 30 maart 1900 onder de naam Chr. Zangvereeniging "Hallelujah". Later werd de naam gewijzigd in Christelijk Gemengd Koor "Hallelujah". De huidige naam werd verkregen na een statutenwijziging op 31 januari 1997. Het koor kent omstreeks honderd leden. Sinds 1985 is Sytze Stel dirigent van het koor. Op 31 maart 2000 ontving het koor wegens het honderdjarig bestaan de Koninklijke Erepenning

## Uitvoeringen
Het koor is bekend van de uitvoeringen die het sinds 1970 jaarlijks geeft van de Matthäus-Passion van Johann Sebastian Bach. Deze vinden meestal plaats op de donderdagavond en vrijdagavond in de week voor Goede Vrijdag in de Dorpskerk te Katwijk aan den Rijn, in de provincie Zuid-Holland. Daarnaast geeft het koor jaarlijks in december een uitvoering.

## Repertoire
COK Hallelujah heeft – naast de reeds genoemde Matthäus-Passion – onder meer de volgende werken uitgevoerd:
- Lukas-Passion, BWV 246, van (vermoedelijk) Johann Sebastian Bach
- Die sieben letzten Worte unseres Erlösers am Kreuze van Joseph Haydn
- verscheidene cantates van Dietrich Buxtehude en Johann Sebastian Bach
- Requiem in d-klein, opus 48, van Gabriel Fauré
- Messa di gloria van Giacomo Puccini
- Exultate Jubilate van Wolfgang Amadeus Mozart
- Te Deum van Antonín Dvořák
- Messe solennelle en l'honneur de Sainte-Cécile van Charles Gounod
- Requiem van Luigi Cherubini
- Petite Messe Solennelle van Gioacchino Rossini
- Requiem van Wolfgang Amadeus Mozart
- Oratorio de noel, opus 12, van Camille Saint-Saëns
- Ein deutsches Requiem van Johannes Brahms
- Elias en Paulus van Felix Mendelssohn Bartholdy
- Requiem in Des-groot, opus 148, van Robert Schumann
- Hohe Messe in b-klein, BWV 232, van Johann Sebastian Bach.